# Lomanoše
Lomanoše je naselje u slovenskoj Općini Gornjoj Radgoni. Lomanoše se nalazi u pokrajini Štajerskoj i statističkoj regiji Pomurju. 

## Stanovništvo
Prema popisu stanovništva iz 2002. godine naselje je imalo 265 stanovnika.